# Jacques Lecoq
Jacques Lecoq (* 15. Dezember 1921 in Paris; † 19. Januar 1999 ebenda) war ein französischer Theaterpädagoge, Schauspiellehrer und Pantomime. Seine von ihm gegründete École Internationale de Théâtre in Paris, kurz: École Jacques Lecoq, ist seit den 1960er-Jahren eine Anlaufstelle für Schauspielschüler aus aller Welt. Er gehörte zu den Vertretern der modernen Pantomime und hatte wesentlichen Anteil an ihrer Entwicklung.

## Leben
Lecoq war zunächst professioneller Schwimmer und Turner, bevor er den Weg zur Bühne und zur Körpersprache fand. 1937 begann er Körpererziehung und Sport zu studieren, die er von 1941 bis 1945 auch unterrichtete und dafür mehrere Diplome von französischen Schwimm- und Athletikverbänden erhielt. Sein Interesse für Körpererziehung und -ausdruck brachte ihn mit Jean-Marie Conty zusammen, einem damaligen Meister auf diesem Gebiet und Freund von Antonin Artaud und Jean-Louis Barrault.
1945 gründete er mit Daniel Cousin eine dramatische Gruppe und begann zu schauspielern. Von 1946 bis 1948 war er Lehrer an der Éducation pour jeu dramatique und wurde bei den Comédiens de Grenoble aufgenommen, wo er junge Schauspieler in Körpertraining und -bewegung unterrichtete. In dieser Zeit entdeckte er die Verwendung von Masken und machte Bekanntschaft mit den Ideen des Schauspielers, Regisseurs und Theaterreformers Jacques Copeau.
1948 zog er für acht Jahre nach Italien, wo er zunächst Lehrer für Pantomime am Universitätstheater Padua war und dabei die Commedia dell’arte und deren Masken entdeckte. Von Giorgio Strehler und Paolo Grassi eingeladen, wurde er 1951 zunächst Lehrer an der Theaterschule am Piccolo Teatro di Milano, um später auch die Leitung zu übernehmen. Dort arbeitete er u. a. auch mit Dario Fo und Anna Magnani zusammen.
1956 ging er zurück nach Paris und gründete eine Schule für Mimik und Theater und eine eigene Theatergruppe. Von 1968 bis 1988 war er Lehrer an der Ecole Nationale Supérieure des Beaux-Arts, wo er 1977 die Abteilung „Laboratoire d’étude du mouvement“ einrichtete, die sich mit dem menschlichen Körper, seinen Bewegungen und der Dynamik der Mimik beschäftigte.
Seine Arbeit führte ihn rund um die Welt: Er war Gastlehrer und hielt Vorträge, gab Meisterklassen, Vorführungen und Gastspiele, choreografierte im Opernhaus in Rom, arbeitete bei verschiedenen Inszenierungen in Europa mit und war Mitglied der Union des Théâtres de l’Europe/Union of Theatres of Europe (UTE). Zu seinen Schülern gehören so verschiedene Künstler wie Luc Bondy, Christoph Marthaler, Ariane Mnouchkine, Yasmina Reza, Andreas Vitásek und Mummenschanz.
Noch einige Tage vor seinem Tod unterrichtete er an seiner eigenen Schule in Paris. Diese wird bis heute durch seine Frau Fay Lecoq weiter geführt.

## Ziele von Lecoqs Ausbildungsmethode
Jacques Lecoq beschreibt einen Teil seiner Ausbildung als „eine Reise im Inneren“. Diese führt zur Begegnung mit dem „verwesentlichten Leben“, zu dem, was er „den gemeinsamen poetischen Grund“ nennt:

„Darunter ist eine abstrakte Dimension aus Räumen, Licht, Farben, Materialien und Klängen zu verstehen, die jeder in sich trägt. Diese Elemente unserer verschiedenen Erfahrungen, unserer Empfindungen und all dessen, was wir gesehen, angefasst, geschmeckt haben, sind in uns gespeichert. Das alles bleibt in unserem Körper und bildet den gemeinsamen Grund, aus dem auch der Antrieb und die Lust, etwas zu schaffen, hervorgehen werden. Die pädagogische Arbeit muss in diesen gemeinsamen poetischen Grund vordringen, um über das Leben, wie es ist oder erscheint, hinaus zu gelangen. Nur so werden die Schüler zu einer persönlichen Kreativität finden“

Seine Arbeit dokumentierte er durchgehend auf Video. Außerdem produzierte er zwei Dokumentationen für das französische Fernsehen und ARTE brachte 1999 Les deux voyages de Jacques Lecoq von Jean-Noel Roy und Jean-Gabriel Carasso.

## Werke
- Der poetische Körper – Eine Lehre vom Theaterschaffen. In Zusammenarbeit mit Jean-Gabriel Carasso und Jean-Claude Lallias, aus dem Französischen von Katja Douvier. Alexander, Berlin 2000, ISBN 3-89581-042-8.